# Geo Barton
Geo Barton (n. 25 martie 1912, Piatra Neamț - d. 10 iunie 1982, București) a fost un cunoscut actor român de teatru și film.

## Biografie
Geo Barton a absolvit Academia Regală de Muzică și Artă Dramatică în 1941, clasa Victor Ion Popa. Studiind Canto cu soprana Maria Snejina, își începe cariera la Teatrul de revistă „Constantin Tănase” cu spectacolul Bal la Savoy, alături de Colea Răutu, Oszkár Dénes și Rózsi Bársony. Fiind remarcat pentru prezența sa scenică, este chemat de Victor Ion Popa la teatrul său „Muncă și Voie Bună” să joace alături de Maria Mohor și Alexandru Giugaru. Începe o carieră prodigioasă alături de mari nume ale scenei românești: Ion Manu, Simona Bondoc în Institutorii, Elvira Godeanu în Zaza, Marietta Anca în Târgul dragostei  (spectacol din repertoriul Teatrului Burgtheater din Viena), George Calboreanu în Frații Karamazov, Marcela Rusu în Pescărușul, Dina Cocea în Păianjenul etc.
După o scurtă perioadă pe scena Teatrului Național din Craiova, din anul 1949 își va continua cariera pe scena Teatrului Giulești (astăzi Odeon), până în anul 1953, când s-a stabilit la Teatrul Național București, teatre în care a continuat să aibă parteneri de excepție: Tanți Cocea, Coca Andronescu, Maria (Mimi) Botta, Maria Voluntaru, Cella Dima, Irina Răchițeanu, Draga Olteanu, Tamara Buciuceanu, Adela Mărculescu, Carmen Stănescu, Ion Finteșteanu, Marcel Anghelescu, Gheorghe Cozorici, Florin Piersic, Traian Stănescu etc.
A colaborat și cu Burgtheater din Viena.
A debutat în cinematografie în 1949, în filmul Răsună Valea, iar în 1955 avea să se consacre cu filmul Moara cu Noroc, regia Victor Iliu, în rolul lui Lică Sămădăul, desfășurându-și activitatea cinematografică până în 1982, cu ultimul său rol, Papașa, din filmul Secvențe al lui Alexandru Tatos.

## Distincții
- titlul de Artist Emerit (28 martie 1962) „pentru realizări valoroase în domeniul artistic”[3][4]
- Ordinul Muncii clasa a III-a (10 august 1964) „pentru merite deosebite în opera de construire a socialismului, cu prilejul celei de a XX-a aniversări a eliberării patriei”[5]
- Ordinul „Meritul Cultural” clasa a III-a (6 noiembrie 1967) „pentru merite deosebite în domeniul artei dramatice”[6]

## Filmografie
- Răsună valea (1950) - Radu
- Pe răspunderea mea (1956)
- La „Moara cu noroc” (1957) - Lică Sămădăul
- Bijuterii de familie (1958)
- Portretul unui necunoscut (1960) - Eduard Comșa
- Darclée (1960)
- Nu vreau să mă însor (1961) - dirijorul Petre Grigorescu-Manta
- Mîndrie (1961)
- Porto-Franco (1961)
- Vară romantică (1961)
- Tudor (1963)
- Camera albă (1964)
- Mofturi 1900 (1965)
- Calea Victoriei sau cheia visurilor (1966)
- Fantomele se grăbesc (1966)
- Dacii (1967) - Attius (Zoltes)
- Subteranul (1967)
- Columna (1968) - dublaj de voce Traian
- Pantoful Cenușăresei (1969)
- Simpaticul domn R (1969)
- Pentru că se iubesc (1972)
- Frații Jderi (1974) - Manole Jder
- Stejar – extremă urgență (1974)
- Ștefan cel Mare - Vaslui 1475 (1975) - Manole Jder
- Secvențe... (1982) - Papașa